# Union Metallic Cartridge Company
A Union Metallic Cartridge Company (UMC) foi uma fabricante de cartuchos para armas de pequeno porte. A companhia foi fundada em 1867, durante o período da mais rápida evolução no projeto de cartuchos já vista (1855-1875).
Seguindo-se à fusão com a Remington Arms em 1912, o complexo fabril da companhia em Bridgeport, Connecticut tornou-se o maior fornecedor de armas durante a Primeira Guerra Mundial. A fábrica foi a sede da Remington até 1984 e as munições de uso esportivo e policial tinham estampadas a marca REM-UMC até 1970.

## Histórico independente
A firma de artigos esportivos de Nova York a Schuyler, Hartley & Graham adquiriu dois pequenos fabricantes de cartuchos da Nova Inglaterra em 1866. O maquinário da Crittenden & Tibbals Manufacturing Company de Coventry, Connecticut, e da C.D. Leet de Springfield, Massachusetts, foram transferidas para Bridgeport, onde a produção de munições começou como Union Metallic Cartridge & Cap Company até que a operação foi incorporada como Union Metallic Cartridge Company em setembro de 1867.

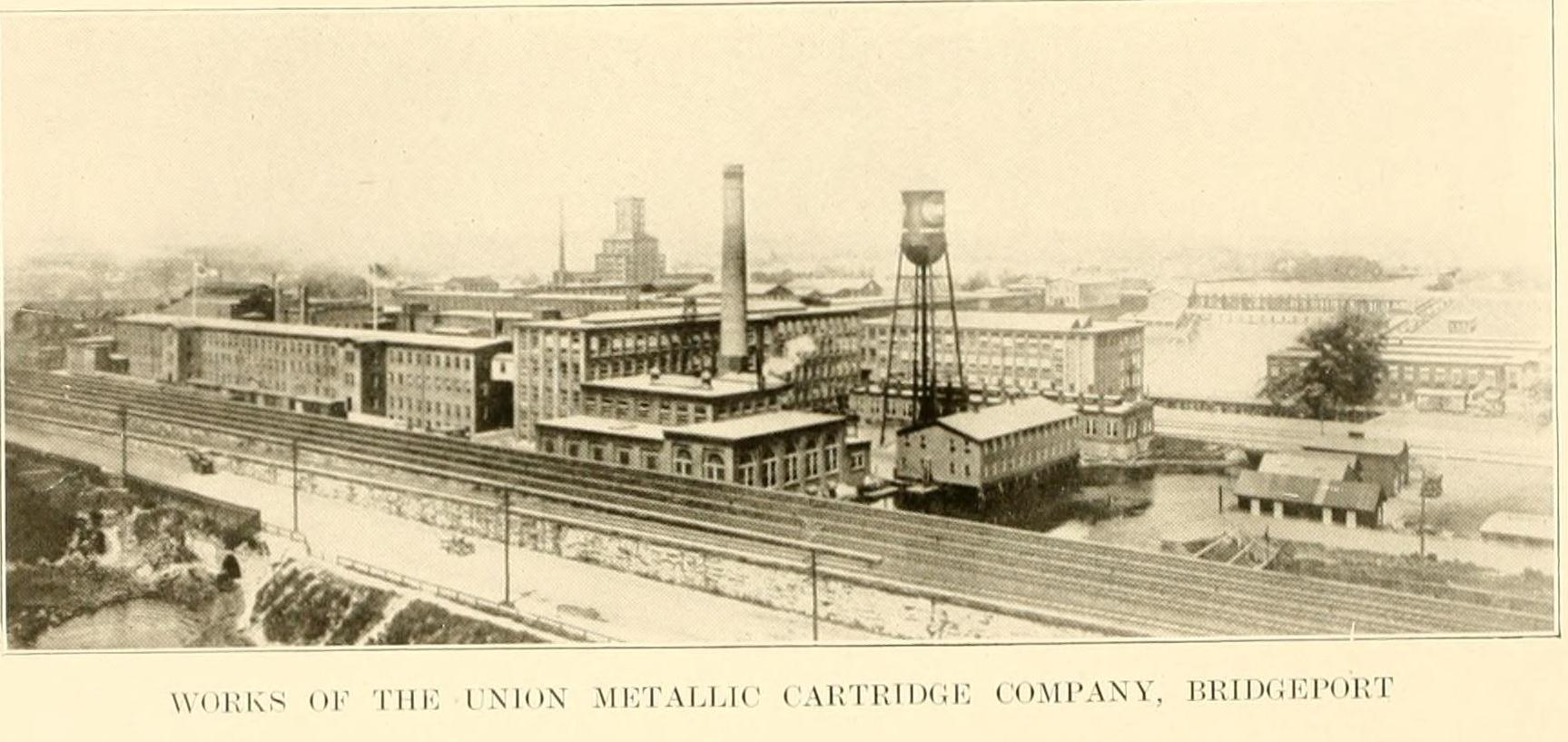
Fábrica da Works of the Union Metallic Cartridge Company, Bridgeport - 1917

Um paiol de pólvora em Success Hill foi destruído pela explosão de 16 toneladas de pólvora em 14 de maio de 1906. Nenhuma vida foi perdida, mas os danos se estenderam até Long Island. Em fevereiro de 1909, a UMC concluiu uma torre para fabricação de bagos de chumbo de 190 pés (58 m), que foi o edifício mais alto de Connecticut por muitos anos. A torre de tijolo vermelho funcionava jogando chumbo derretido de uma altura de 133 pés (41 m) em cubas de água fria com 6 pés (1,8 m) de profundidade.

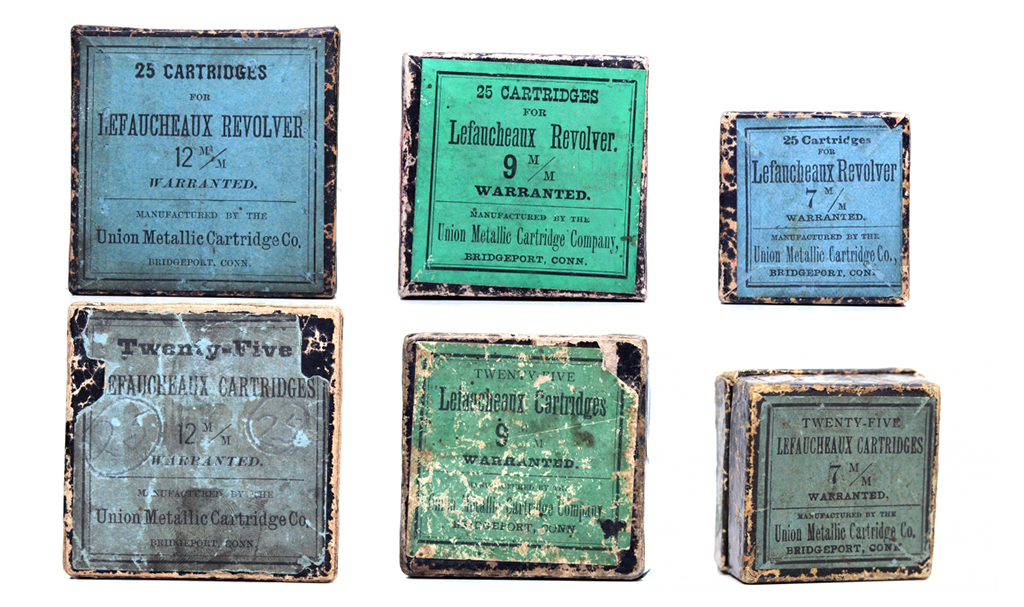
Caixas de cartuchos "Pinfire" da
Union Metallic Cartridge Company

## Fusão com a Remington
A Schuyler, Hartley & Graham comprou a firma de fabricação de armas de fogo E. Remington and Sons em 1888 e formou a Remington Arms como o braço de fabricação de armas de fogo de seu negócio de artigos esportivos. A Remington se fundiu com a UMC em 1912 e Bridgeport se tornou a sede corporativa da Remington-UMC, enquanto a produção de armas de fogo permaneceu em Ilion, Nova York. A fabricação de munição continuou em Bridgeport até 1970. A sede corporativa da Remington mudou-se para Delaware em 1984, e em 1988 a Remington já havia desocupado completamente o complexo da fábrica de Bridgeport.